# Batu Nabolon
Batu Nabolon is een bestuurslaag in het regentschap Toba Samosir van de provincie Noord-Sumatra, Indonesië. Batu Nabolon telt 742 inwoners (volkstelling 2010).